# El Hajeb
El Hajeb est une commune et ville — municipalité — de la province d'El Hajeb, dont elle est le chef-lieu, dans la région Fès-Meknès, au Maroc. 
Réputée pour sa propreté, son calme, et la qualité de vie qu’elle offre, El Hajeb attire de plus en plus de visiteurs à la recherche de tranquillité loin de l’agitation des grandes villes.[réf. nécessaire]

## Géographie

### Localisation

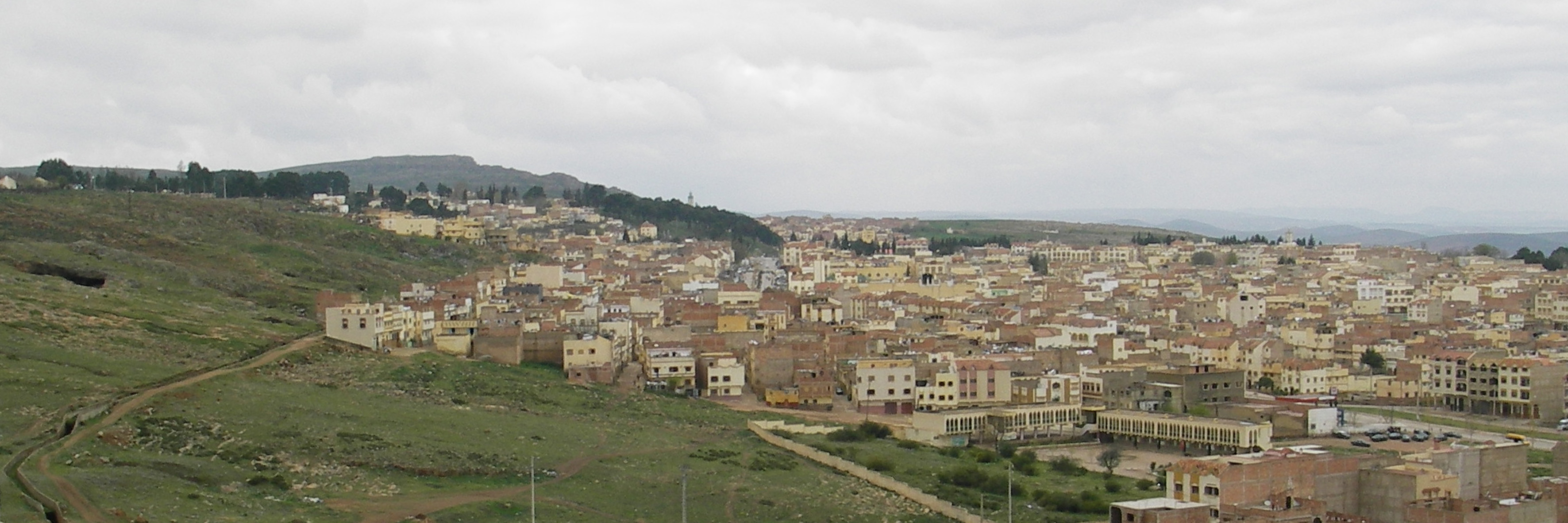
El Hajeb quartiers sud-est - Maroc

La commune se trouve dans la plaine du Saïs, sur les premiers contreforts du Moyen Atlas.
La ville se trouve à 30 km au sud de Meknès, à 60 km au sud-ouest de Fès, à 30 km au nord d'Azrou, à 70 km au sud-est de Khémisset, et (à vol d'oiseau) à 200 km à l'est de Casablanca.

### Superficie
La superficie d'El Hajeb est de 20,73 km2.

### Climat
Le climat est de type tempéré. Les hivers sont assez froids, et l'on observe de très nombreux jours de gel en hiver. La neige y fait souvent de brèves apparitions, précipitations nivales nettement moins importantes qu'à Azrou (1250 mètres d'altitude), Immouzzer-Kandar (1340 mètres) et Ifrane (1650 mètres).
La pluviométrie moyenne est assez importante, environ 650 mm par an, cependant elle reste faible par rapport aux villes avoisinantes plus hautes et plus exposés on note 850 mm à Azrou situé à 30 km au sud ouest et 1 200 mm pour Ifrane situé à 30 km au Sud-Est. Vu la position du Maroc dans un climat de transition, la pluviométrie reste dépendante des aléas climatiques. À noter que la ville est située sur la plaine et s'allonge sur les premiers contreforts de la chaîne montagneuse du Moyen-Atlas, ce qui place souvent le quartier de la Cantina comme la limite pluie/neige.
Certes, en dépit de l'altitude, les étés sont chauds, mais beaucoup moins que dans les villes impériales voisines (Meknès et Fès), respectivement situées à 30 et 60 km de distance d'El Hajeb : par rapport à ces deux villes à climat continental, il fait 8° de moins à El Hajeb.
El Hajeb Haut — les quartiers situés sur les falaises (Cantina, Chiba...) — connaissaient jadis d'importantes chutes de neige en hiver, mais depuis les années 1980, la neige se fait rare à cette période de l'année (effet de serre). Avec une variation moyenne de 5 %, les sources et les ruisseaux qui jaillissent dans presque toute la ville procurent à El Hajeb de la fraîcheur quand le vent chaud du désert souffle, la nuit reste très fraiche même l'été.
| Mois                                    | J    | F    | M    | A    | M    | J    | J    | A    | S    | O    | N    | D    |
| --------------------------------------- | ---- | ---- | ---- | ---- | ---- | ---- | ---- | ---- | ---- | ---- | ---- | ---- |
| Températures minimales moyennes (en °C) | 1,0  | 1,9  | 4,5  | 6,0  | 9,2  | 13,9 | 16,0 | 15,6 | 14,1 | 9,7  | 4,8  | 1,3  |
| Températures maximales moyennes (en °C) | 12,4 | 13,1 | 15,5 | 19,6 | 22,6 | 28,3 | 32,4 | 32,0 | 27,9 | 22,6 | 14,6 | 12,7 |

## Toponymie
Le nom d'El Hajeb est en arabe : الحاجب ; en tamazight (écrit en tifinagh) : ⵍⵃⴰⵊⴱ.

## Histoire
El Hajeb est dans le passé une importante base militaire. Une kasbah construite par Moulay Hassan peut être visitée en ruines aujourd'hui.
En janvier 2015, une cellule de recrutement de l'État islamique, avec 8 combattants en activité, est perquisitionnée par les autorités marocaines. La cellule transporte des recrues marocaines vers la Syrie et l'Irak pour y être entraînées, et mène des opérations à El Hajeb, Meknès et Al-Hoceima.

## Population et société
Selon les derniers recensements, la population d'El Hajeb était de 29 237 habitants en 2004 et de 35 282 en 2014.

## Administration et politique

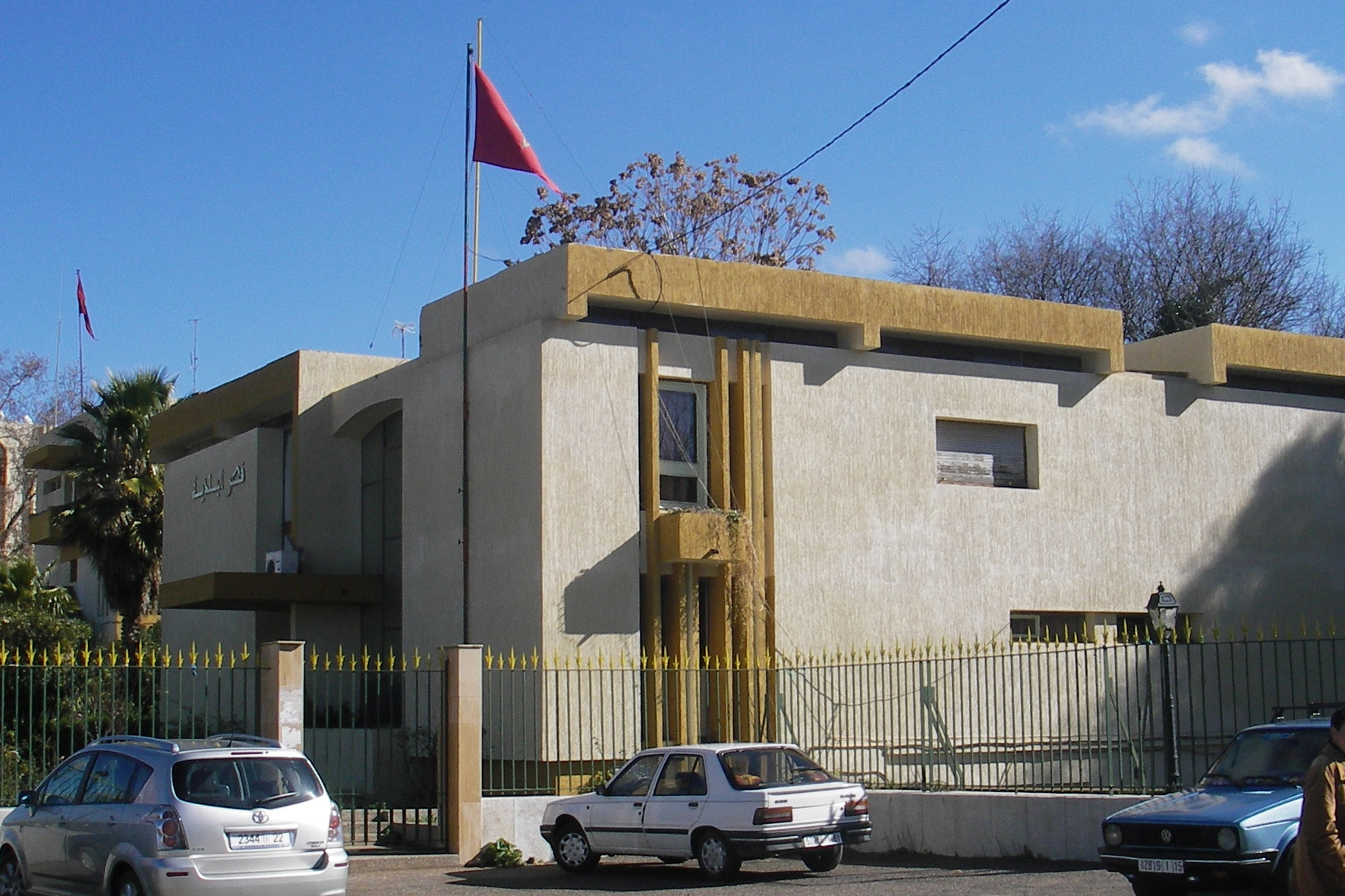
La Mairie, sur l'avenue Hassan II

La mairie est située sur l'avenue Hassan II.

## Économie
L'économie d'El Hajeb est principalement centrée sur l'agriculture (pomme de terre, oignons, tomate...), laquelle fait vivre une bonne partie de ses habitants.
Un commerce modeste s'est développé dans le centre de la ville : marché aux légumes et aux viandes, boutiques de vêtements, mais très peu d'artisanat local.
Les militaires et les forces auxiliaires contribuent à l'activité économique de la ville.
L'industrie du bois, du tabac et du doum ont fait vivre bon nombre de Hajbaoui depuis des décennies — il existe d'ailleurs une scierie toujours en activité sur la route de Fès.

## Culture et loisirs
La mort du cinéma à El-Hajeb par la fermeture de ses deux salles.

## Marchés
Il existe trois marchés à El Hajeb.

### Le marché couvert

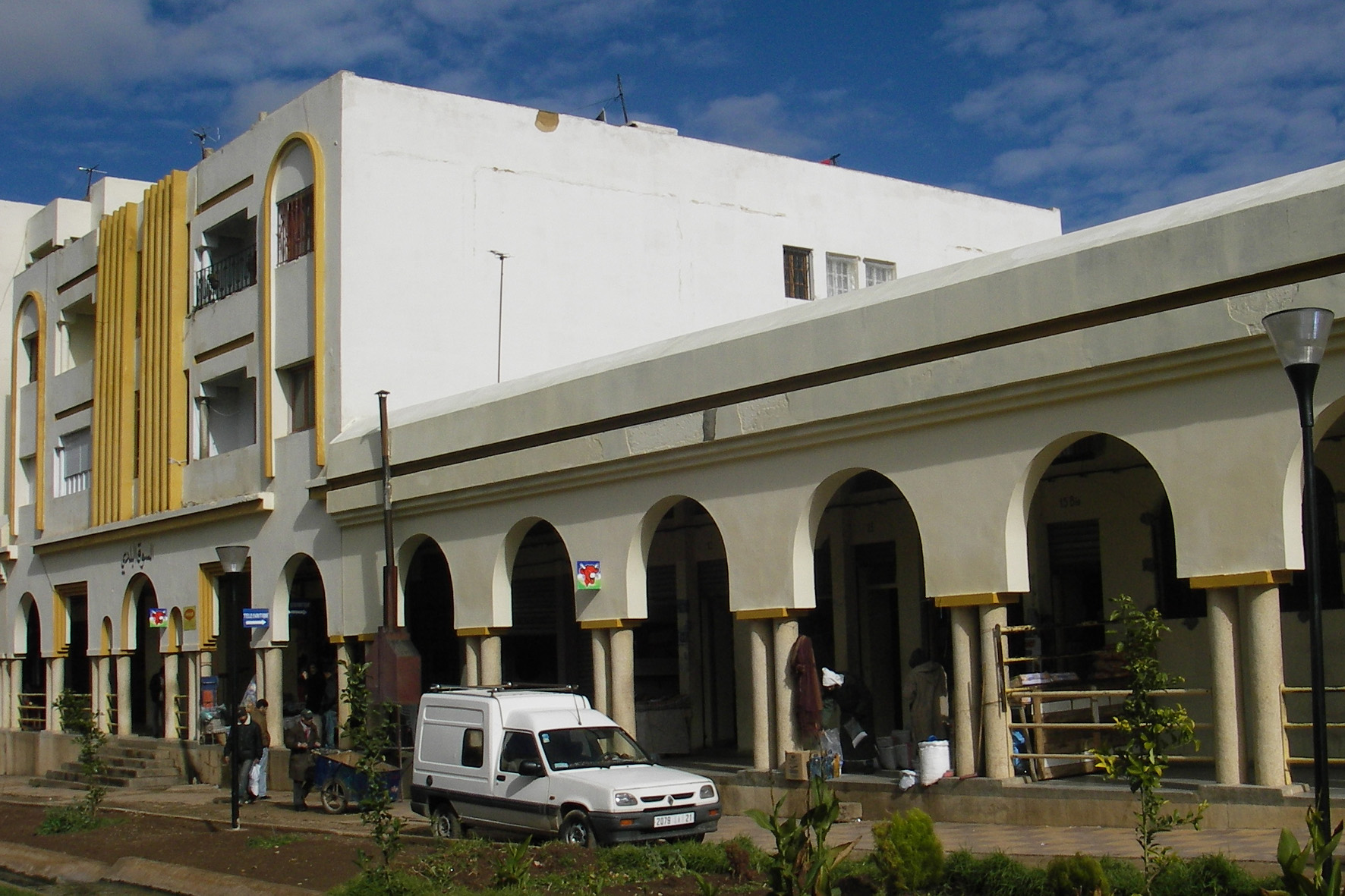
Le marché couvert, sur l'avenue Hassan II

Le marché couvert est ouvert tous les jours dans les halles situées sur l'avenue Hassan II, à côté de la mairie. Il réunit surtout divers professionnels de l'alimentation : fruits et légumes, viande, poisson, épices, pain... Il propose également quelques bazars (vêtements, chaussures, etc.).

### Le marché découvert
Situé près du quartier El Moradi, le marché découvert est ouvert tous les jours également. Il est lui aussi essentiellement centré sur l'alimentation, mais on y trouve aussi des ferronniers, des menuisiers et des ébénistes.

### Le marché hebdomadaire
Tous les lundis, un marché se tient sur un immense terrain vague situé sur le plateau, sur la droite à la sortie de la ville, en direction d'Azrou. Ce marché propose, en plus de l'alimentation, des articles de bazar, des vêtements, du tissu, de l'outillage, etc. Il s'agit d'un marché très important, attirant des commerçants et des clients des villes voisines.

## Lieux et monuments

### Les falaises

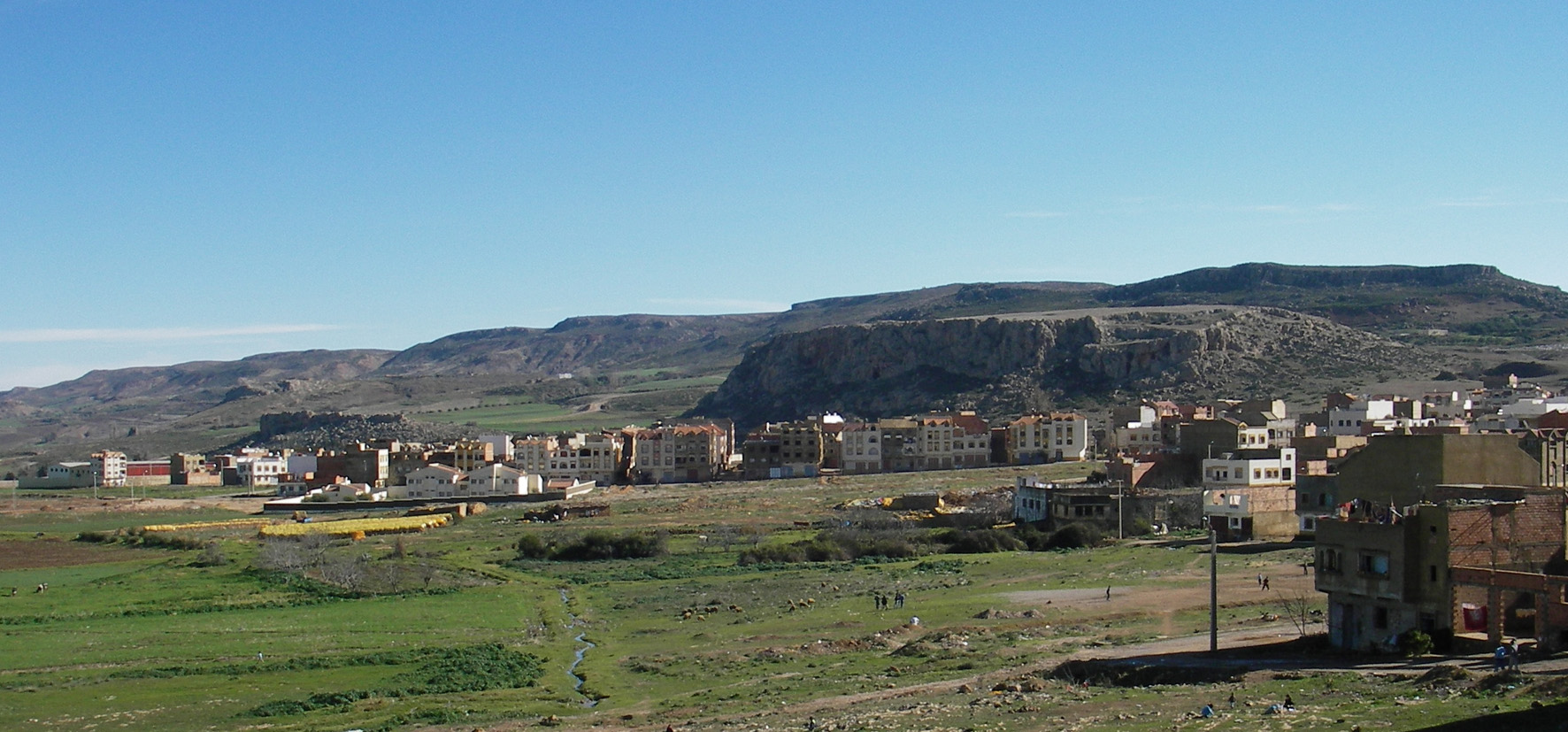
Les falaises vues des quartiers est

La ville d'El Hajeb est traversée du nord-est au sud-ouest par une ligne de falaises séparant les quartiers « d'en bas » (en direction de Fès ou Meknès) de ceux « d'en haut », situés sur le plateau, au sud-est (Cantina, Chiba, etc.) Depuis ces falaises — qui constituent précisément la limite du Moyen Atlas — on peut découvrir un panorama imprenable sur la plaine du Saïs.

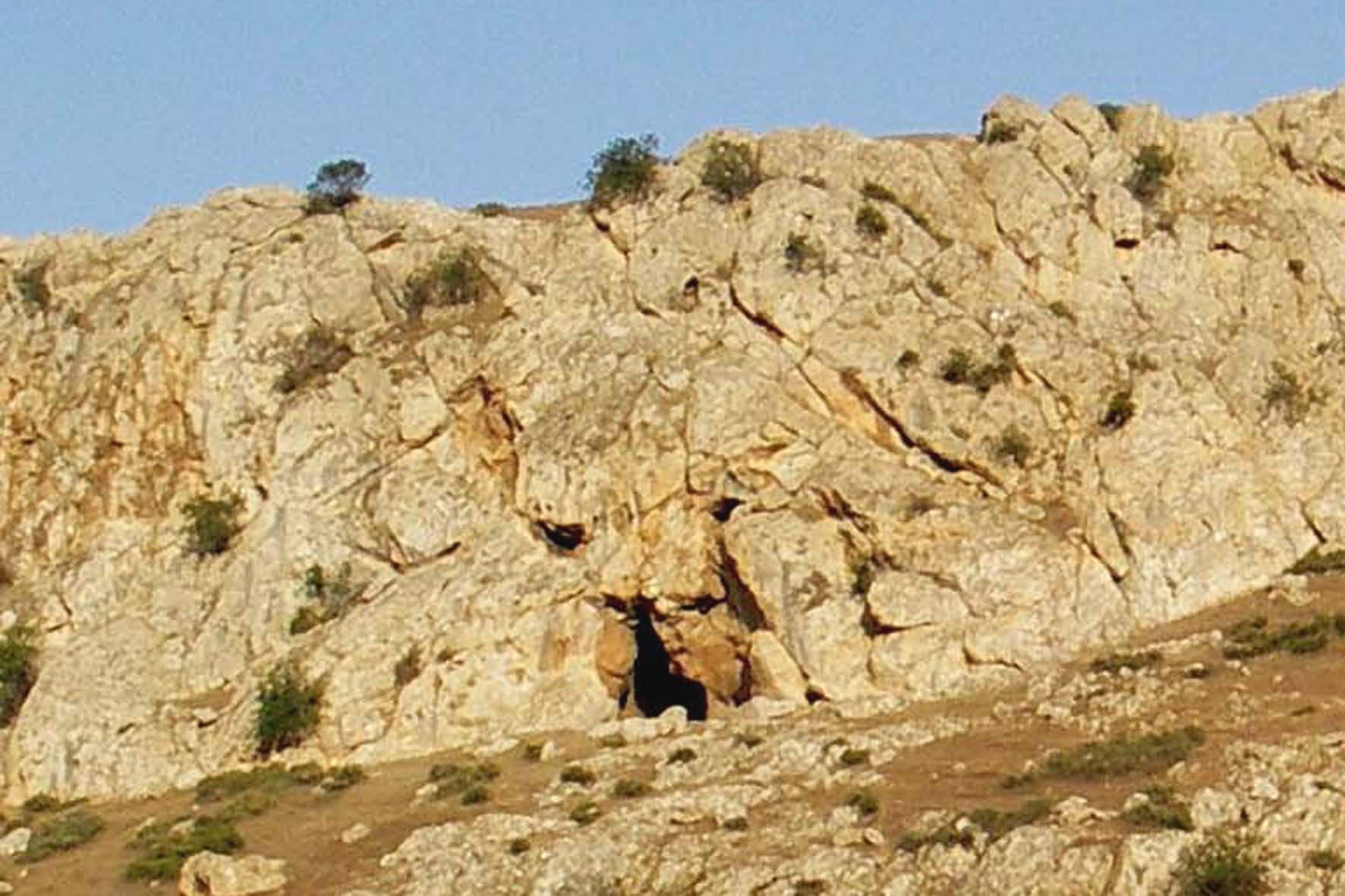
Les falaises avec la grotte du Lion

Ces mêmes falaises sont par ailleurs trouées d'un certain nombre de grottes. L'entrée de l'une d'elles, nettement visible depuis la route en direction de Fès, ressemble à la gueule ouverte d'un lion. Une autre curiosité : quelques habitations troglodytiques ont été construites au pied même de ces falaises, dans les vieux quartiers situés derrière le marché couvert.

### Les sources

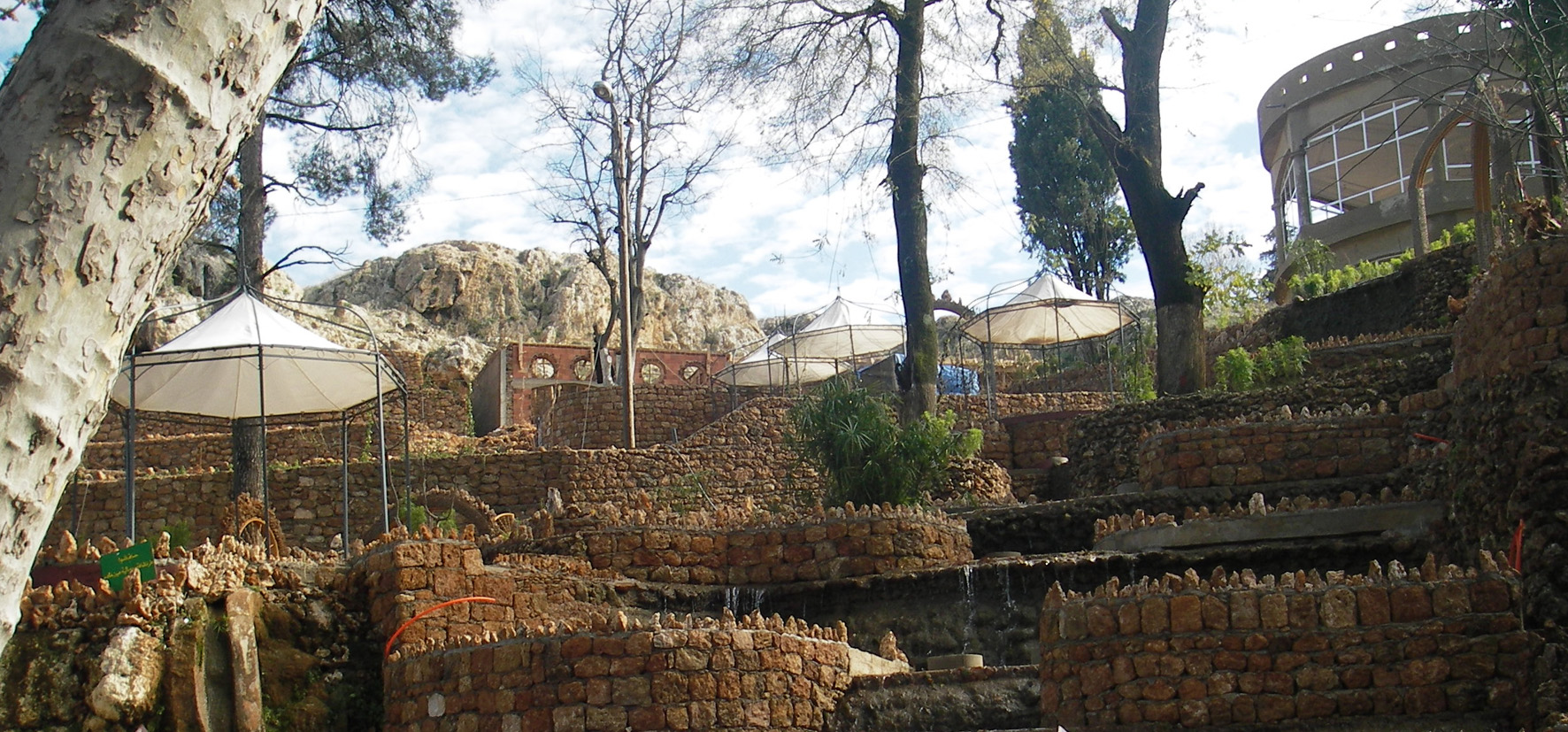
Jardin de la source Ain Khadem

La ville d'El Hajeb possède plusieurs sources d'eau.

### L'avenue Hassan II
La ville d'El Hajeb s'organise autour de l’avenue Hassan II.
Cette longue artère de quatre voies, orientée nord-est (en direction de Fès) et sud-ouest (en direction de Meknès), est à peu près parallèle à la ligne des falaises qui surplombent la ville.
L'avenue Hassan II est empruntée quotidiennement par de nombreux véhicules faisant le va-et-vient entre le Saïs (Fès, Meknès...) et le Moyen Atlas (Azrou, Ifrane...), ce qui génère parfois quelques encombrements.

### La kasbah

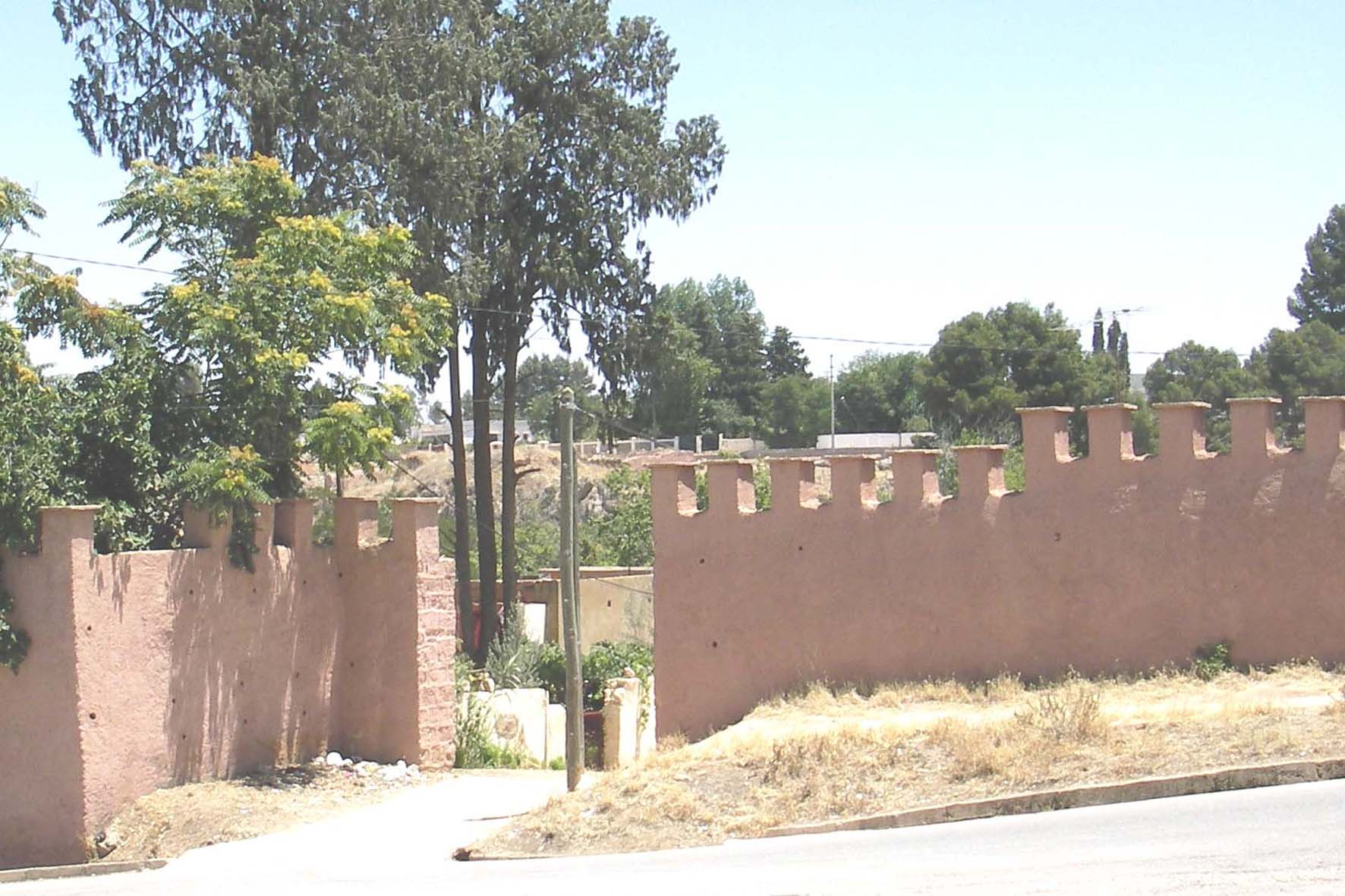
La kasbah vue depuis le quartier Cantina

La kasbah d'El Hajeb est située entre les quartiers Cantina et Chiba. Elle est entourée de remparts relativement bien conservés.

### Le quartier Cantina
Cantina se trouve sur le plateau sur la route menant à Azrou et Ifrane.
Pour l'essentiel, il s'agit d'un quartier édifié au cours de la première moitié du XXe siècle, sous le Protectorat, ce qui explique le style de bon nombre d'habitations du type villas « à la française » : une maison coiffée d'un toit de tuiles, le plus souvent entourée d'un jardin.
Cet aspect résidentiel « à l'occidentale » tranche un peu avec le reste de la ville mais ne nuit pas à l'agrément de ce quartier, apprécié par les habitants autant que par les gens de passage.
Sur les toits environnants, ou sur les grands arbres, on peut observer de nombreux nids de cigognes ou de hérons garde-bœufs, oiseaux très communs dans la région.
À l'initiative du Gouverneur, les platanes arrachés pour agrandir l'axe routier entre Meknès et El Hajeb, ont été récupérés puis replantés dans le jardin public « Lalla Amina ».

### Le lac sous la sourceAin Dhiba

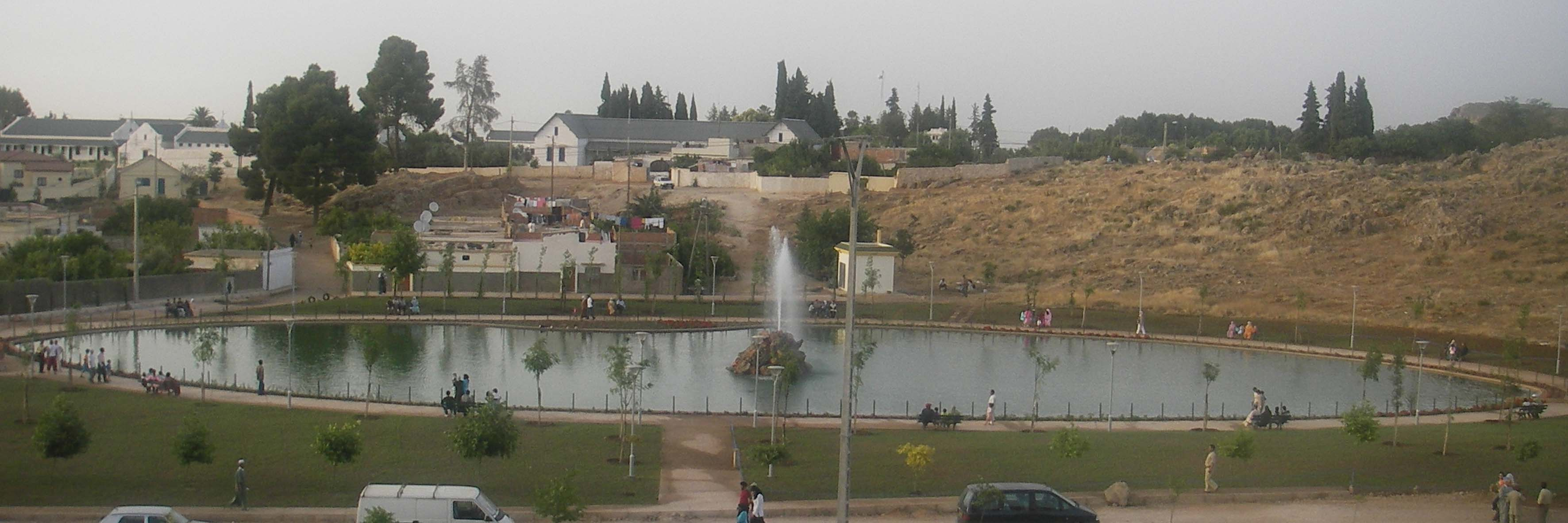
Le lac d'El Hajeb

À partir du quartier Cantina, lorsqu'on se dirige vers les casernes, on peut découvrir, aux limites de l'agglomération, un très beau lac artificiel récemment aménagé (2007) entre deux mamelons.
Cette retenue d'eau est alimentée par la source Ain Dhiba, située à quelques dizaines de mètres en amont. Le lac est agrémenté d'un jet d'eau, de nombreux parterres de fleurs, d'arbres variés, de bancs et d'une bande de canards.
À voir, le nombre de passants qui viennent s'y promener, on peut affirmer que ce site constitue un lieu de détente particulièrement apprécié des habitants d'El Hajeb.